# Třída Erradii
Třída Erradii je třída fregat alžírského námořnictva, patřící rodiny válečných lodí typu MEKO, původně navržené německou loděnicí Blohm + Voss. V této typové řadě je třída označena právě jako MEKO A-200AN. Jedná se o plavidla příbuzná jihoafrické třídě Valour.

## Stavba
Kontrakt na stavbu této třídy byl podepsán 26. března 2012 s německým koncernem ThyssenKrupp Marine Systems (TKMS) a všechny jednotky se staví subdodavatelsky pro německé loděnice ADM kiel (později German Naval Yards Kiel) v Kielu od TKMS. Cena kontraktu činí 2,17 miliardy eur. Mimo dvou fregat a šesti vrtulníků SuperLynx kontrakt dle některých pramenů pokrývá i stavbu druhého páru plavidel (jiné prameny uvádějí, že druhý na druhý pár zákazník získal opci). Kontrakt zahrnuje i výcvik posádek zajištěný německým námořnictvem.
Jednotky třídy Erradii:
| Jméno             | Spuštění na vodu  | Dokončení        | Status  |
| ----------------- | ----------------- | ---------------- | ------- |
| Erradii (910)     | 5. prosince 2014  | 23. února 2016   | aktivní |
| El Moudamir (911) | 11. prosince 2015 | 8. prosince 2016 | aktivní |

## Konstrukce

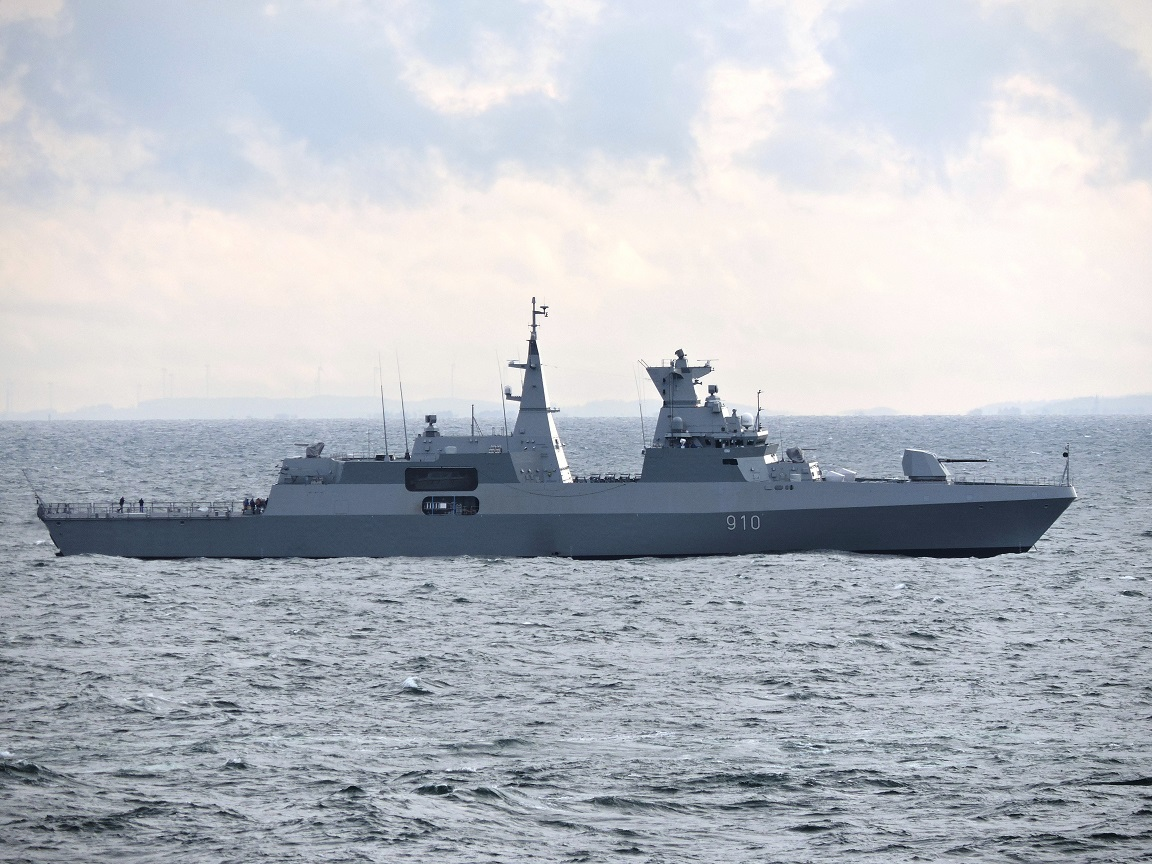
Prototypová jednotka Erradii (910)

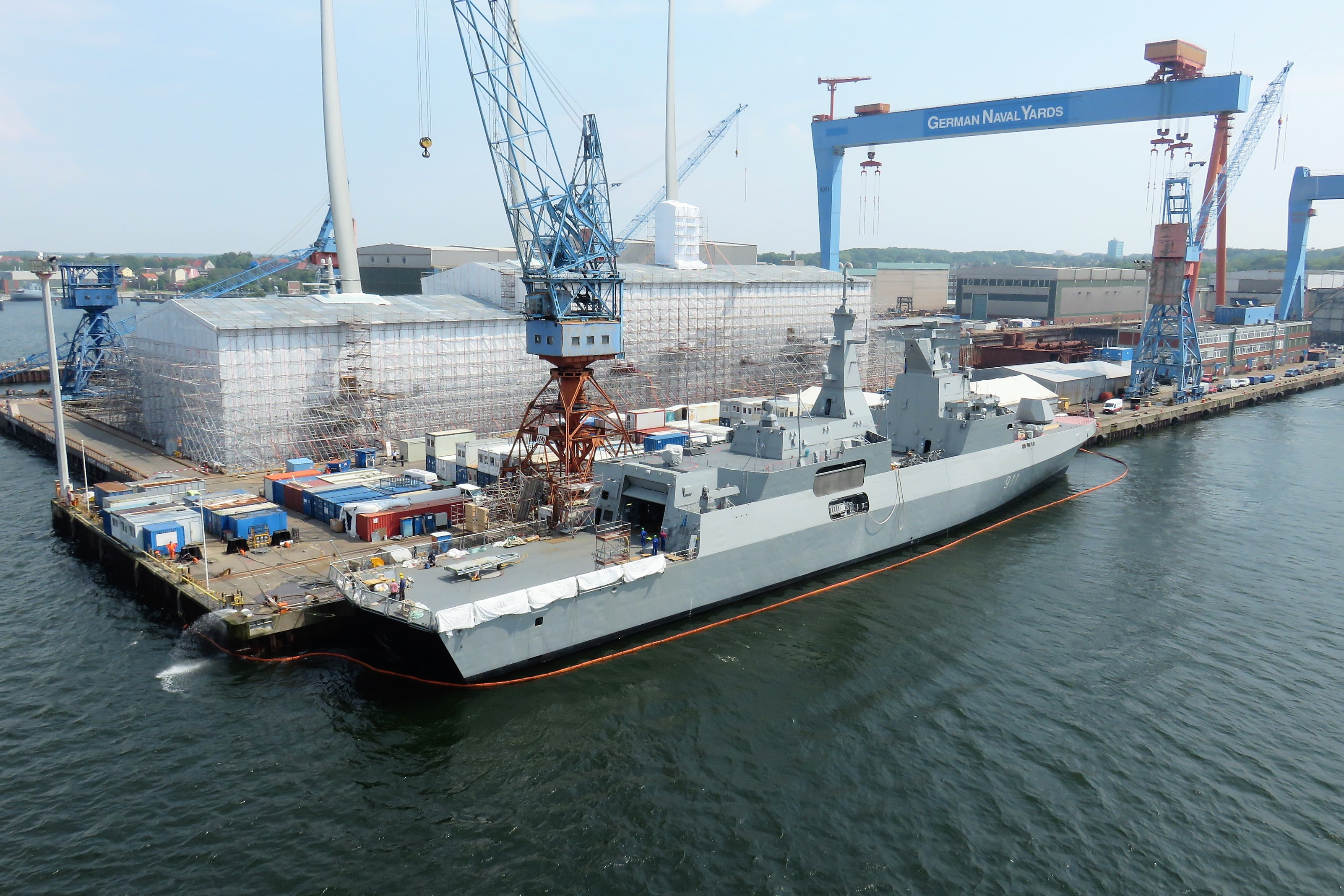
El Moudamir (911) během stavby

V konstrukci fregat budou využity prvky technologií stealth. Předpokládaná výzbroj je následující. Hlavňovou výzbroj bude tvořit jeden 76mm kanón OTO Melara Super Rapid v dělové věži na přídi a dvě zbraňové stanice s 27mm kanóny Mauser MLG 27. Raketovou výzbroj bude tvořit osm protilodních střel RBS-15 Mk.3 a 16násobné vertikální vypouštěcí silo pro protiletadlové řízené střely Umkhonto. Plavidla rovněž ponesou 324mm protiponorkové torpédomety pro torpéda MU90 Impact. Přistávací plocha a hangár na zádi budou sloužit k provozu dvou protiponorkových vrtulníků AgustaWestland SuperLynx 300 (Mk 140). Jejich výzbrojí budou protiponorková torpéda MU90 a řízené střely Mokopa. Vrtulníky dále ponesou ponorné sonary Compact FLASH.
Pohonný systém je koncepce CODAG WARP, kombinující lodní šrouby s vodní tryskou (Water jet And Refined Propeller). Dva diesely MTU 16V 1163 TB93 roztáčejí dvojici lodních šroubů, přičemž v bojové situaci fregatu ještě pohání pomocí vodních trysek jedna plynová turbína General Electric LM2500. Nejvyšší rychlost bude cca 30 uzlů.